# Idaea subsericata
Idaea subsericata är en fjärilsart som beskrevs av Otto Staudinger 1861. Idaea subsericata ingår i släktet Idaea och familjen mätare. Inga underarter finns listade i Catalogue of Life.